# Diuris fryana
Diuris fryana är en orkidéart som beskrevs av Henry Nicholas Ridley. Diuris fryana ingår i släktet Diuris och familjen orkidéer. Inga underarter finns listade i Catalogue of Life.